# ميل سفيلار
ميل سفيلار (بالصربية: Миле Свилар)‏ (27 أغسطس 1999 بلجيكا - ) هو لاعب كرة قدم بلجيكي، يلعب كحارس مرمى.

## وصلات خارجية
ميل سفيلار على موقع الاتحاد الأوربي (الإنجليزية)
- ميل سفيلار على موقع الاتحاد البلجيكي (الإنجليزية)
- ميل سفيلار على موقع قاعدة بيانات كرة القدم.إي يو (الإنجليزية)
- ميل سفيلار على موقع بيانات كرة القدم. دي إي (الألمانية)
- ميل سفيلار على موقع ليكيب (الفرنسية)
- ميل سفيلار على موقع ناشيونال فوتبول تيمز (الإنجليزية)
- ميل سفيلار على موقع Soccerbase.com (لاعب) (الإنجليزية)
- ميل سفيلار على موقع Soccerway.com (الإنجليزية)
- ميل سفيلار على موقع عالم كرة القدم.نت (الإنجليزية)
- ميل سفيلار على موقع AS.com (الإسبانية)